# Plaveč
Plaveč är en ort i Tjeckien.   Den ligger i regionen Södra Mähren, i den sydöstra delen av landet, 180 km sydost om huvudstaden Prag. Plaveč ligger 242 meter över havet och antalet invånare är 438.
Terrängen runt Plaveč är huvudsakligen lite kuperad. Plaveč ligger nere i en dal. Runt Plaveč är det ganska tätbefolkat, med 78 invånare per kvadratkilometer. Närmaste större samhälle är Znojmo, 8,4 km söder om Plaveč. Trakten runt Plaveč består till största delen av jordbruksmark.